# Mai Lin
Mai Lin (ur. 22 czerwca 1953 w Oakland w stanie Kalifornia) – amerykańska aktorka wschodniego pochodzenia występująca w filmach pornograficznych.
Karierę w branży rozpoczynała w 1976 roku. Wystąpiła potem w produkcjach m.in.: Amanda by Night 1 (1981) z Herschelem Savage'em, Irresistible (1982) i Irresistible 2 (1986) z Richardem Pacheco, One Night at a Time (1984) z Harrym Reemsem, All The Way In (1984) i Oriental Action 3 (1989) z Erikiem Edwardsem, Pleasure Hunt 2 (1985) z Tomem Byronem, Return of Johnny Wadd (1986) z Johnem Holmesem, Taboo 7 (1989) z Jamiem Gillisem, Three Men And A Geisha (1990) z Ronem Jeremym oraz Bunz Eye (1992) z Peterem Northem i Seanem Michaelsem.
W 2005 jej nazwisko znalazło się w Hali Sław Adult Video News.